# آئیلیانوس (فرمانده رومی)
کنت آئیلیانوس ( لاتین: Aelianus ; یونانی باستان: Κόμης Αιλιανός  ; درگذشت ۳۵۹ پس از میلاد) افسر ارشد رومی بود که مسئول دفاع از آمد در طول محاصره ۳۵۹ توسط شاه شاپور دوم بود. 
اطلاعات بسیار کمی در مورد زندگی او وجود دارد، به جز اینکه آمیانوس مارسلینوس او را به عنوان یکی از اعضای دومیستیکوس در سال ۳۴۸ یاد کرد، زمانی که او در حمله به ساسانیان که در حال محاصره بودند، نیروهای تازه نفس (پراونتورها و سوپرونتورها ) را رهبری کرد. شهر رومی سینگارا .  تا سال ۳۵۹، آیلیانوس به درجه ارتشی ارتش رسید و فرماندهی نیروهای رومی ماوراء دجله را بر عهده داشت.  در طول محاصره آمد فرماندهی دفاع از قلعه شهر را بر عهده داشت. 
او در کتاب های قبلی آمیانوس مارسیلینوس (کتاب ۱۳-۱) ذکر شده است، اما این کتاب ها گم شده اند. 